# Nokpul
Nokpul è una suddivisione dell'India, classificata come census town, di 6.647 abitanti, situata nel distretto dei 24 Pargana Nord, nello stato federato del Bengala Occidentale. In base al numero di abitanti la città rientra nella classe V (da 5.000 a 9.999 persone).

## Geografia fisica
La città è situata a 22° 51' 54 N e 88° 45' 13 E.

## Società

### Evoluzione demografica
Al censimento del 2001 la popolazione di Nokpul assommava a 6.647 persone, delle quali 3.490 maschi e 3.157 femmine. I bambini di età inferiore o uguale ai sei anni assommavano a 629, dei quali 346 maschi e 283 femmine. Infine, coloro che erano in grado di saper almeno leggere e scrivere erano 5.405, dei quali 2.968 maschi e 2.437 femmine.